# 1730
1730 (MDCCXXX) a fost un an obișnuit al calendarului gregorian, care a început într-o zi de sâmbătă.

## Nașteri
- 26 iunie: Charles Messier, astronom francez (d. 1817)
- 11 august: Charlotte Amalie de Hesse-Philippsthal (d. 1801)
- 30 august: Filip, Duce de Anjou, prinț francez, al doilea fiu al regelui Ludovic al XV-lea și al reginei Maria Leszczyńska (d. 1733)

## Decese
- 23 martie: Karl I, Landgraf de Hesse-Kassel, 75 ani (n. 1654)
- 12 octombrie: Frederick al IV-lea, 59 ani, rege al Danemarcei și al Norvegiei (n. 1671)
- 1 noiembrie: Luigi Ferdinando Marsigli, 72 ani, ofițer, geolog, topograf, matematician italian aflat în slujba monarhiei habsburgice (n. 1658)